# Taki (Indien)
Taki ist eine Stadt im indischen Bundesstaat Westbengalen. Die Stadt liegt nahe der Grenze zu Bangladesch.
Die Stadt ist Teil des Distrikts Uttar 24 Pargana. Taki hat den Status einer Municipality. Die Stadt ist in 16 Wards gegliedert. Sie hatte am Stichtag der Volkszählung 2011 38.263 Einwohner, von denen 19.562 Männer und 18.701 Frauen waren. Hindus bilden mit einem Anteil von ca. 85 % die Mehrheit der Bevölkerung in der Stadt. Muslime bilden mit einem Anteil von ca. 15 % eine Minderheit. Die Alphabetisierungsrate lag 2011 bei 83,1 % und damit über dem nationalen Durchschnitt.
Der Bahnhof Taki Road liegt an der Linie Barasat-Hasnabad, die Teil des Kolkata Suburban Railway-Systems ist.